# Granulaat

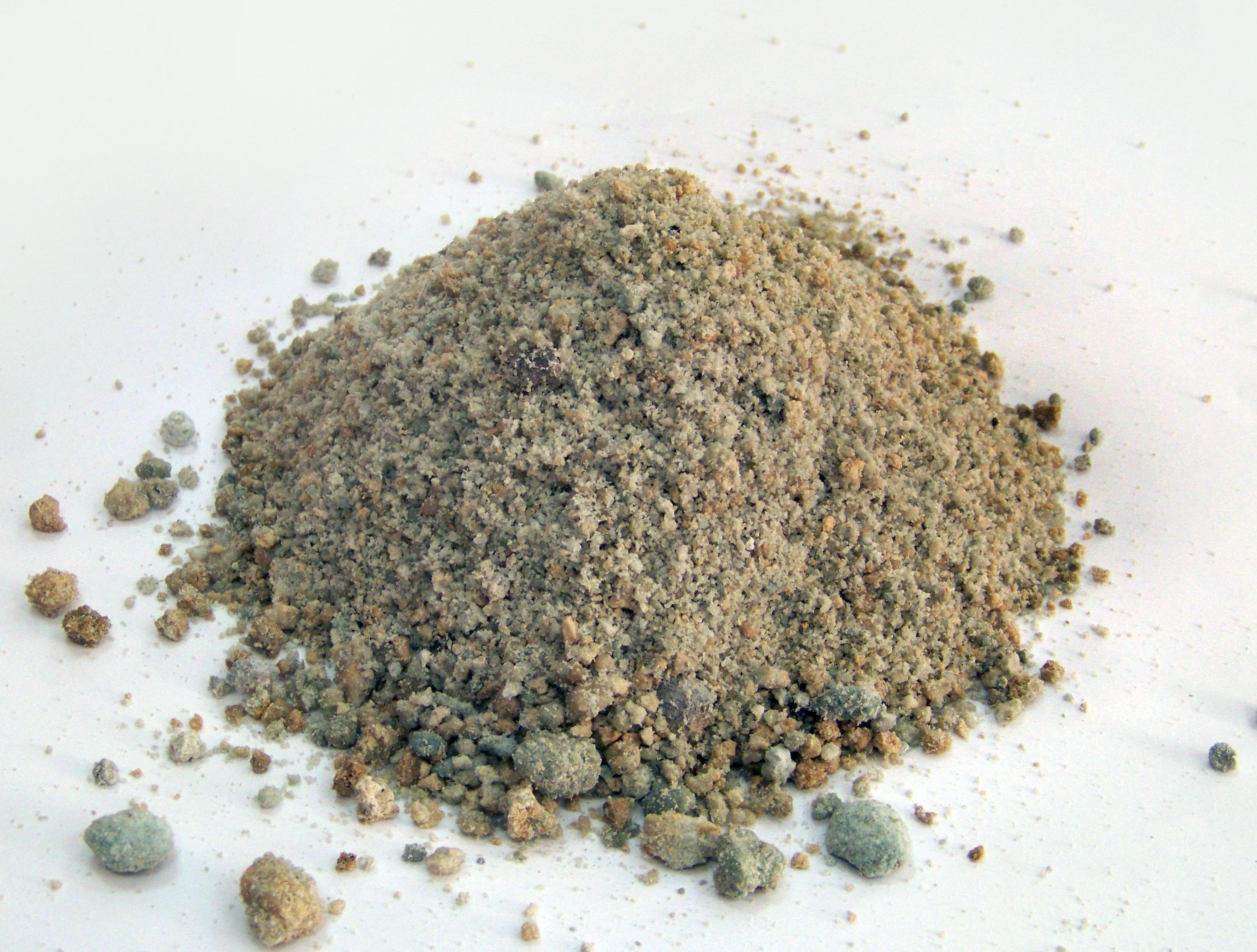
Slak-granulaat uit de staalindustrie

Granulaat is vast materiaal in korrelvorm, of in de vorm van korrelig poeder. Het is vaak een halffabricaat dat wordt gebruikt in de productie van een eindproduct.

## Fabricage
Kunststofgranulaat wordt gebruikt als grondstof voor spuitgietmachines en extrusie. Het granulaat wordt, bij kunststoffen, door verwarming gesmolten en onder grote druk in de gewenste vorm gespoten of geperst. Kunststofgranulaat kan uit verschillende grondstoffen bestaan; al naar samenstelling hebben die hun eigen namen en afkortingen. Deze granulaten bestaan tot ca. 70% uit hergebruikt afval van de kunststofverwerkende industrie. Ze vinden hun oorsprong in de noodzaak tot hergebruik.
Bij aluminium en magnesium wordt in verschillende extrusieprocessen granulaat gebruikt. Bij conformextrusie voert men granulaat in de machine in, waarbij dit door een steeds nauwer wordende spleet zoveel wrijving krijgt, dat de temperatuur voldoende oploopt om het materiaal door een matrijs te persen. Magnesium wordt via "Thixomoulding" waarbij eveneens granulaat wordt gebruikt in vorm gebracht. Voordelen hierbij zijn onder andere dat er geen slink optreedt, omdat er geen vloeibare fase bestaat. Op deze manier kan men z.g. "nett shape"-producten maken voor een mobiele telefoon behuizing of een frame van een laptop.

## Bouw
Granulaten worden ook gebruikt in de bouw, als bestanddeel van onder andere mortel. Betongranulaat of ander puingranulaat kan worden gebruikt ter vervanging van grind. Zie toeslagmateriaal.

## Techniek
Granulaat wordt ook gebruikt voor het reinigen van de turbo van(scheeps)motoren. De turbineblower wordt na verloop van tijd vuil door afzetting van zwavels, zuren en andere stoffen die zich in uitlaatgassen van de motor bevinden. Door granulaat toe te voegen aan de uitlaatgassen (granulaatkorrels worden in een cilinder gegoten en onder druk gezet door middel van  gecomprimeerde lucht). Hierna worden de korrels "afgeschoten" de turbinezijde in. Door de granulaatkorrels wordt het vuil wat zich op het schoepenwiel bevindt eraf geslagen. Dit "droog wassen" van de turbo gebeurt elke 24 uur. Droog wassen kan ook door middel van onder andere cacao-schillen. We spreken van "nat wassen" wanneer er gedestilleerd water wordt toegevoegd aan de uitlaatgassen. Door expansie van het water slaan de vuildeeltjes van het schoepenwiel. Dit kan tevens gedaan worden aan de inlaatzijde, de blowerzijde.
Zeepgranulaat wordt gebruikt als grondstof voor extrusie. Het granulaat wordt door verwarming gesmolten en onder druk in de gewenste vorm geperst. 